# Axel Guessand
Axel Thurel Sahuye Guessand (Schiltigheim, 6 november 2004) is een Frans voetballer met Ivoriaanse roots die als verdediger voor Kristiansund BK speelt. Hij is de jongere broer van Evann Guessand.

## Carrière
Guessand speelde in de jeugd van AS Strasbourg, AS Pierrots Vauban Strasbourg, SC Schiltigheim en AS Nancy, waar hij een contract tot 2022 tekende. Hij debuteerde in het eerste elftal van AS Nancy op 28 augustus 2021, in de met 1-4 verloren thuiswedstrijd tegen AJ Auxerre. Ook in de wedstrijd erna, tegen USL Dunkerque, speelde hij. De rest van het seizoen kwam hij in actie voor het tweede elftal. Nadat zijn contract bij AS Nancy in 2022 afliep, maakte Guessand de overstap naar Udinese, waar hij een contract tot 2027 tekende. Hij debuteerde voor Udinese in de laatste wedstrijd van het seizoen 2022/23, een met 0-1 verloren thuiswedstrijd tegen Juventus. In het seizoen erna, 2023/24, speelde hij ook één competitiewedstrijd voor Udinese, maar ook twee bekerwedstrijden. In de bekerwedstrijd tegen Cagliari Calcio scoorde Guessand de 1-0, maar uiteindelijk ging de wedstrijd na verlenging met 1-2 verloren. In de tweede seizoenshelft werd hij verhuurd aan FC Volendam, waar Udinese een samenwerkingsverband mee had. Hij debuteerde voor Volendam op 4 februari 2024, in de met 4-2 verloren uitwedstrijd tegen FC Utrecht. Hij begon in de basisopstelling, maar moest na een half uur gewisseld worden vanwege een blessure. Enkele weken later viel hij nog kort in tijdens de met 0-4 verloren thuiswedstrijd tegen sc Heerenveen, maar de rest van het seizoen kwam hij niet meer in actie voor het Volendam dat uit de Eredivisie degradeerde. Na zijn terugkeer bij Udinese vertrok hij in maart 2025 transfervrij naar het Noorse Kristiansund BK.

## Clubstatistieken
| Seizoen                     | Club               | Land           | Competitie     | Competitie | Competitie | Beker | Beker | Totaal | Totaal |
| Seizoen                     | Club               | Land           | Competitie     | Wed.       | Dlp.       | Wed.  | Dlp.  | Wed.   | Dlp.   |
| --------------------------- | ------------------ | -------------- | -------------- | ---------- | ---------- | ----- | ----- | ------ | ------ |
| 2021/22                     | AS Nancy           | Frankrijk      | Ligue 2        | 2          | 0          | 0     | 0     | 2      | 0      |
| 2021/22                     | AS Nancy B         | Frankrijk      | National 3     | 10         | 2          | –     | –     | 10     | 2      |
| 2022/23                     | Udinese            | Italië         | Serie A        | 1          | 0          | 0     | 0     | 1      | 0      |
| 2023/24                     | Udinese            | Italië         | Serie A        | 1          | 0          | 2     | 1     | 3      | 1      |
| 2023/24                     | → FC Volendam      | Nederland      | Eredivisie     | 2          | 0          | 0     | 0     | 2      | 0      |
| 2024/25                     | Udinese            | Italië         | Serie A        | 0          | 0          | 0     | 0     | 0      | 0      |
| 2025                        | Kristiansund BK    | Noorwegen      | Eliteserien    | 2          | 0          | 1     | 0     | 3      | 0      |
| 2025                        | Kristiansund BK II | Noorwegen      | 3. Divisjon    | 1          | 0          | –     | –     | 1      | 0      |
| Carrièretotaal              | Carrièretotaal     | Carrièretotaal | Carrièretotaal | 19         | 2          | 3     | 1     | 22     | 3      |
| Bijgewerkt op 24 april 2025 |                    |                |                |            |            |       |       |        |        |